# فات تشوي سبيريت
فات تشوي سبيريت هو فيلم كوميدي تم تصويره في هونغ كونغ عام 2002 من إنتاج وإخراج جوني تو وواي كا فاي، من أبطال الفيلم نذكر آندي لاو، ولاو تشينغ وان، ولويس كو، وجيجي ليونغ، وشيري إن.
الفيلم كوميدي تم إصداره في هونغ كونغ في وقت قريب من العام القمري الجديد في عام 2002. إنه ينتمي إلى النوع الفرعي الغريب لأفلام ماهجونغ التي تحظى بشعبية هناك.

## القصة
يلعب آندي ماهجونغ كثيرًا لدرجة أنه لا يستطيع التوقف. لقد واجه صعوبة في الابتعاد عن محصلي الديون ووالدته طردته من المنزل وشقيقه الأصغر، لويس، الذي كان أكثر ذكاءً ونجاحًا، لم يهتم به. بعد خوض معركة مع بعض جامعي الديون، التقى جيجي ذات يوم. اعتادت جيجي أن تكون لصّةً، لكنها وقعت في حب آندي ومنحته الكثير من الحظ. كان لدى آندي الكثير من الحظ في ألعاب ما جونغ وربح الكثير من المال بسبب ذلك.
على الرغم من أنها كانت سيدة رائعة عندما كانت معه، إلا أن جيجي كانت خاسرة مريرة وعانت من نوبات غضب عندما كانت على وشك خسارة ألعاب ماهجونغ، لذلك رفض الزواج منها. لم تكن قادرة على فهم سبب كرهه لسلوكها. كما قال آندي، كل ما تطلبه الأمر لفهم سلوكها هو أن تلعب لعبة ماهجونغ حيث إذا خسرت، فإنها ستقذف الطاولات. عندما تستطيع أن تلعب لعبة ماهجونغ دون أن تفقد أعصابها، تعهد بأن يتقدم لها. على الرغم من أنه أحبها، لم تستطع، لذلك لم يستطع الزواج منها.
في غضون ذلك، وجد آندي والدته التي كانت تعاني الآن من مرض الزهايمر. شقيقه أفلس فانتقل للعيش مع آندي الذي يعيش في كوخ. لا يريد أن يخسر في العثور على وظيفة، لويس الذي كان حظًا ممتازًا في لعبة ما جونغ ولكن بدون مهارة، تعرض للخداع من كل أمواله وحتى ملابسه من قبل لاعب ماهجونج ماهر ومخادع. شون (قام بلعب دوره لو شينغ وان)رجل بسيط وطيّب القلب، وقعت في حبه شيري وهي امرأة في فريق المخادعين، وقررت إصلاح طرقها.
بسبب خيبة أملها من رفض آندي أن يتقدم لها، كانت جيجي تتسكع مع الجمهور الخطأ - فناني الماهجونغ المخادعين بقيادة شون. خسر آندي، الذي تعرض للسب من قبل جيجي، سلسلة انتصاراته واستقر في النهاية في الإسكان العام بعد العثور على عمل كسائق تاكسي. لم يتذمر لأنه كان دائمًا إيجابيًا. لقد لعب لعبة mahjong مع شون، لكنه خسر بشكل فظيع لأنه لم يكن يريد أن تقع جيجي في فخ الفنانين المحتالين. عادت جيجي إليه بعد أن تأثرت بأفعاله وتعهدت بالعودة كشخص أفضل. نال آندي مباركة منها قبل مغادرتها، واستمر خط انتصاراته بعد ذلك.
لويس، الذي طور مع صديقته الجديدة (شيري) لعبة كمبيوتر ماهجونغ، علم أن لعبته ستدعم بطولة ماهجونغ. اختار آندي، المتفائل دائمًا، الدخول في المنافسة حيث سيواجه شون. وجد قبل بدء البطولة مباشرة أن جيجي عادت إلى مهنتها السابقة كمضيفة طيران وأرسلت له سحر الحظ من جميع أنحاء العالم. تمكن آندي من الحصول على مكان في معركة البطولة ضد شون، والد شون، وأحد أتباعه طوال المسابقة. تحدى شون آندي في مباراة العودة بعد أن فاز آندي بسهولة في المباراة الأولى. وافق آندي، وانخرطوا في قتال. أعطى آندي المكافأة لشون قبل أن تنتهي المباراة. حدق شون في يد أندي، والتي كانت بمثابة اختراق كبير، في حالة صدمة. اختار شون طلب المشورة من آندي بعد أن أدرك كل أخطائه. تمكن آندي من استعادة كل نقوده وفتح مدرسة ماهجونغ بجانب المياه. تزوج في النهاية من جيجي.

## الممثلون
- آندي لاو بدور آندي
- جيجي ليونج في دور جيجي
- شون لاو في دور تشينغ وان (شون)
- لويس كو في دور لويس
- شيري ينج في دور شيري
- وونغ تين لام بصفته والد تشينغ وان
- بوني وونغ مان واي بدور والدة آندي ولويس
- أنجيلا تونج في دور لاعب ماهجونغ
- وونغ وا أو بدور لاعب ماهجونغ
- لانغ تينغ سانغ كرجل عم سمين
- هونغ واي ليونغ في دور رجل العم السمين
- يوين لينغ تو في دور رجل العم السمين
- مات تشاو